# Les Mées (Sarthe)
Les Mées é uma comuna francesa na região administrativa do País do Loire, no departamento de Sarthe. Estende-se por uma área de 6.80 km². Em 2010 a comuna tinha 99 habitantes (densidade: 14,6 hab./km²).